# Olmedo (Espanha)
Olmedo é um município da Espanha na província de Valladolid, comunidade autónoma de Castela e Leão, de área 129,38 km² com população de 3714 habitantes (2007) e densidade populacional de 27,28 hab/km².

## Demografia
| Variação demográfica do município entre 1991 e 2004 | Variação demográfica do município entre 1991 e 2004 | Variação demográfica do município entre 1991 e 2004 | Variação demográfica do município entre 1991 e 2004 |
| --------------------------------------------------- | --------------------------------------------------- | --------------------------------------------------- | --------------------------------------------------- |
| 1991                                                | 1996                                                | 2001                                                | 2004                                                |
| 3559                                                | 3501                                                | 3435                                                | 3529                                                |